# Lord-lieutenant du Cambridgeshire
Ceci est une liste de personnes qui ont servi Lord Lieutenant du Cambridgeshire. Depuis 1725, tous les Lords lieutenant ont également été Custos Rotulorum of Cambridgeshire.

Drapeau des Lord Lieutenant

## Lord Lieutenants du Cambridgeshire jusqu'en 1965
L'incorporation du liberty de Isle of Ely, le county palatine de 1107 à 1535/6, A déclaré une division du Cambridgeshire En 1837, lorsque les pouvoirs séculiers des évêques d'Ely se sont terminés. Pour le Soke of Peterborough en 1965, voir Lord Lieutenant du Northamptonshire et pour Huntingdonshire au cours de cette période, Lord Lieutenant du Huntingdonshire.
Modèle:Expd list
- Marquis de Northampton 1547–?
- 1er Lord North 1559–1564
- 2e Lord North 20 novembre 1569 – ?
- inconnu
- 2e Lord North 8 avril 1588 – 3 décembre 1600
- non attribué
- 1er comte de Suffolk 17 juillet 1602– 28 mai 1626
- 2e comte de Suffolk 15 juin 1626 – 3 juin 1640
- Lord Maynard 17 juin 1640 – 17 décembre 1640 conjointement avec :
- Lord North 22 octobre 1640 – 1642
- Interregnum
- 3e comte de Suffolk 25 juillet 1660 – 9 mars 1681
- The Lord Alington 9 mars 1681 – 1er février 1685
- The Earl of Sandwich 1685 - n'a pas servi ; charge exercée en son absence par :
  - The Earl of Ailesbury 4 mars 1685 – 20 octobre 1685
- vacant
- Lord Dover 26 novembre 1686 – 10 mai 1689
- 1er duc de Bedford 10 mai 1689 – 7 septembre 1700
- Lord Edward Russell 22 novembre 1700 – 27 novembre 1701
- 2e duc de Bedford 27 novembre 1701 – 26 mai 1711
- 6e Lord North 6 décembre 1711 – 28 octobre 1715
- Comte d'Orford 28 octobre 1715 – 26 novembre 1727
- Comte de Lincoln 28 mars 1728 – 7 septembre 1728[1]
- Lord Montfort 13 juin 1729 – 24 juillet 1742
- 2e duc de Newcastle 24 juillet 1742 – 25 août 1757
- 2e comte de Hardwicke 25 août 1757 – 16 mai 1790
- 3e comte de Hardwicke 3 juillet 1790 – 18 novembre 1834
- 4e comte de Hardwicke 20 janvier 1834– 17 septembre 1873
- Charles Watson Townley 20 janvier 1874 – 17 octobre 1893
- Alexander Peckover 11 décembre 1893 – 12 décembre 1906
- Vicomte Clifden 12 décembre 1906 – 1915[2]
- Charles Adeane 25 octobre 1915 – 11 février 1943
- Richard George Briscoe 15 mai 1943 – 16 juin 1958
- Robert Henry Parker 16 juin 1958 – 14 avril 1965

## Lord Lieutenants du Cambridgeshire et de l'Isle of Ely
La Lieutenance devient celle de Cambridgeshire and Isle of Ely le 1er avril 1965, date à laquelle le Comté administratif a été formé. Pour Huntingdon and Peterborough,
consultez le document séparé Lord Lieutenant de Huntingdon et Peterborough.
- Geoffrey Taylor Hurrell 14 avril 1965 – 31 mars 1974

## Lord Lieutenants du Cambridgeshire depuis 1974
Le 1er avril 1974, le nouveau Comté non métropolitain du Cambridgeshire a été formé à partir du Cambridgeshire, de l'île d'Ely, de Huntingdon et de Peterborough. Le 1er avril 1998, la ville de Peterborough es retirée du Cambridgeshire en tant que Autorité unitaire, mais elle continue de faire partie de ce comté à des fins cérémonielles.
- Geoffrey Taylor Hurrell 1er avril 1974 – 26 mars 1975 (ancien Lord Lieutenant du Cambridgeshire et Isle of Ely), with
  - Dennis George Ruddock Herbert (2e Baron Hemingford) 1er avril 1974 – ?, styled Lieutenant du Cambridgeshire
- Hon. Peter Esmé Brassey 26 mars 1975 – 9 mars 1981[3]
- Sir Peter Proby, Bt 9 mars 1981 – 1985[4]
- Michael Guy Molesworth Bevan 1985 – 2 mars 1992
- James Crowden 3 juillet 1992 – 2002[5],[6]
- Sir Hugh Duberly 20 août 2003 – 4 avril 2017[7],[8]
- Julie Spence 4 avril 2017-présent[8],[9]

## Deputy Lieutenants
Deputy Lieutenants Traditionnellement soutenu par le Lord-Lieutenant. Il pourrait y avoir un deputy lieutenant à tout moment, selon la population du comté. Leur nomination n'a pas pris fin avec le changement de Lord-Lieutenant, mais ils ont souvent pris leur retraite à l'âge de 75 ans.
Modèle:Expd list
- Thomas Walter Harding 2 avril 1901[10]
- Henry Neville 2 avril 1901[10]
- Alan Sidney Wentworth Stanley 2 avril 1901[10]
- Charles Wentworth Stanley 2 avril 1901[10]
- Henry William Hurrell, Esq. 6 mai 1901[11]